# Festival du film britannique de Dinard 2003
Le Festival du film britannique de Dinard 2003 s'est déroulé du 2 au 5 octobre 2003. C'est la 14e édition du Festival du film britannique de Dinard. Charles Gassot, producteur français, en est le président du jury.

## Jury
|  | Nom                                | Qualité    | Nationalité |
|  | ---------------------------------- | ---------- | ----------- |
|  | Charles Gassot (président du jury) | producteur | France      |
|  | Sami Bouajila                      | acteur     | France      |
|  | Emma de Caunes                     | actrice    | France      |
|  | Charlotte de Turckheim             | actrice    | France      |
|  | Julie Gayet                        | actrice    | France      |
|  | Catherine McCormack                | actrice    | Royaume-Uni |
|  | Paul Rhys                          | acteur     | Royaume-Uni |
|  | Lucy Russell                       | actrice    | Royaume-Uni |

## Films sélectionnés

### En Compétition
- 16 Years of Alcohol de Richard Jobson
- Conspiracy Of Silence de John Deery
- La Jeune Fille à la perle (Girl with a Pearl Earring) de Peter Webber
- Kiss of Life d'Emily Young
- One Of The Road de Chris Cooke
- Wondrous Oblivion de Paul Morrison

### Film d'ouverture
- Calendar Girls de Nigel Cole

### Film de clôture
- In America de Jim Sheridan

### Séance spéciale
- Bright Young Things de Stephen Fry

### Hommage
- Alan Parker
- Jim Sheridan

## Palmarès
- Hitchcock d'or : La Jeune Fille à la perle (Girl with a Pearl Earring) de Peter Webber